# Palacio Schwarzenberg (Praga)
El Palacio Schwarzenberg, en checo Schwarzenberský palác, es un palacio en Praga, República Checa, que hoy alberga un museo de arte bajo la Galería Nacional de Praga. Está ubicado en el distrito de Praga 1 en la plaza Hradčany, al igual que otros dos anexos de la galería, el Palacio Salm y el Palacio Sternberg.
De 1908 a 1942 albergó las colecciones del Museo Técnico Nacional de Praga.

## Historia

### Construcción
El palacio fue construido entre 1545 y 1567 por el arquitecto Agostino Galli y encargado por Jan Lobkovitz, futuro burgrave de Praga. En la ubicación actual del palacio había originalmente tres casas: dos se adquirieron tras el gran incendio de 1541, mientras que el tercero se adquirirá sólo después de que finalizara la construcción del palacio, por lo que el ala oeste del palacio no se terminará hasta mucho más tarde.
El edificio se distingue particularmente por su esgrafiado italiano, que data de 1567, sus altos frontones también cubiertos de esgrafiado y su profunda cornisa entre el techo y la pared.

### DelsigloXVIIalXX
A principios del siglo XVII, el nuevo propietario del castillo, Georges de Lobkovitz, cayó en desgracia con Rodolfo II, quien lo encarceló y confiscó sus bienes, incluido el palacio. Luego, el castillo cambió de dueño varias veces hasta 1719, cuando pasó a manos de la familia Schwarzenberg.
En 1870, el frontón principal del ala oeste se derrumbó, y el arquitecto Josef Schulz emprendió entonces entre 1871 y 1892 la reparación de las fachadas y los frontones. Durante esta restauración, los modelos originales del esgrafiado no se conservan y se sustituyen por una versión más moderna.

### Desde elsigloXXhasta hoy

#### Museo Técnico Nacional

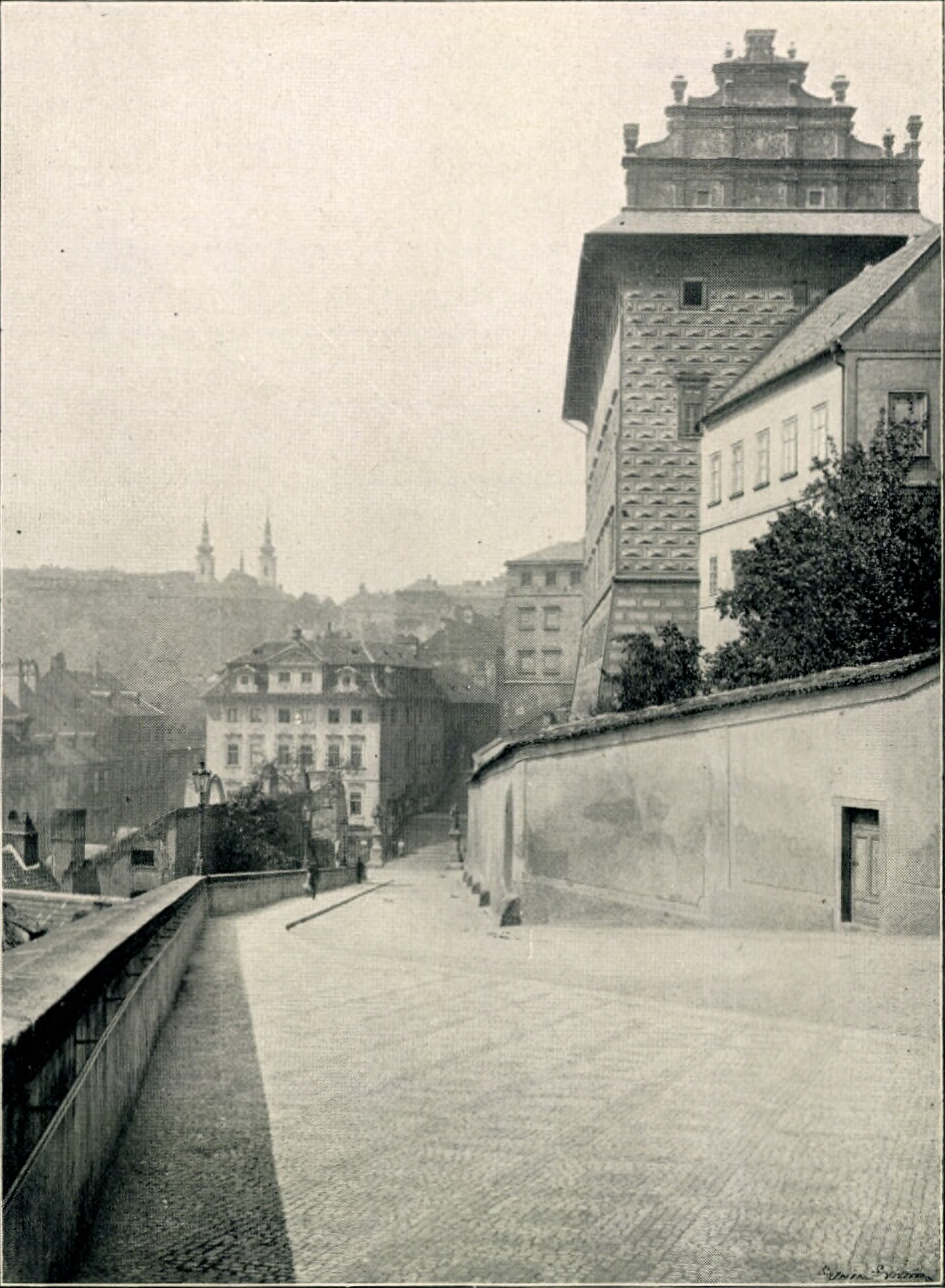
Vista del Palacio Schwarzenberg en 1906.

El palacio luego sirvió como establo militar hasta principios del siglo XX. En 1908, la familia Schwarzenberg, que aún era propietaria del edificio, alquiló el palacio de forma gratuita al "Museo Técnico de Bohemia», renombrado «Museo Nacional de Checoslovaquia en 1918, quien inauguró allí sus exposiciones el 28 de septiembre de 1910. En 1941, durante la ocupación, las exposiciones se trasladaron a Invalidovna, el Hôtel des Invalides de Praga, y el palacio se convirtió en un cuartel general fortificado del Estado Mayor. Debido a este uso, sufrió graves daños durante el Levantamiento de Praga en 1945.

#### Museo de Historia Militar
Al final de la guerra, el palacio fue reconstruido y acondicionado para albergar el Museo de Historia Militar de Praga, que inauguró allí su primera exposición el 1 de junio de 1947.
Los esgrafiados serán restaurados varias veces durante el siglo XIX, especialmente en 1929, 1955 y 1957, según los modelos originales. Los equipos de restauración, dirigidos por Jaroslav Kabeš y A. Tintěra, restauraron estos motivos en una superficie total de 7000 m².

#### Galería Nacional de Praga
En 2000, las exhibiciones del Museo de Historia Militar se cerraron y se trasladaron al Museo del Ejército en Žižkov para permitir la reconstrucción, que se completó en 2007. Luego, el palacio fue trasladado a la Galería Nacional de Praga, que inauguró allí su primera exposición permanente en 2008, titulada “El estilo barroco en Bohemia».

## Galería de imágenes

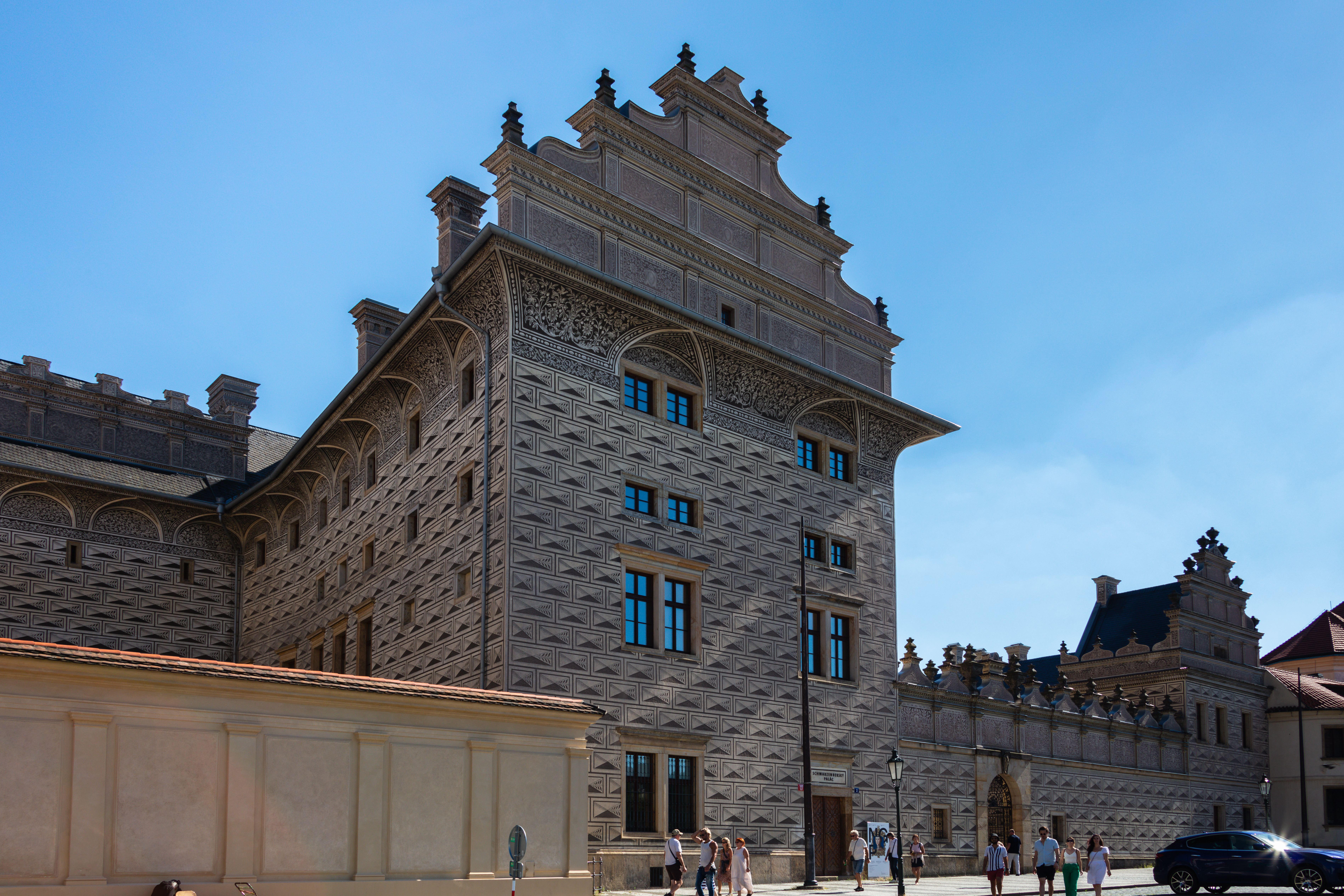
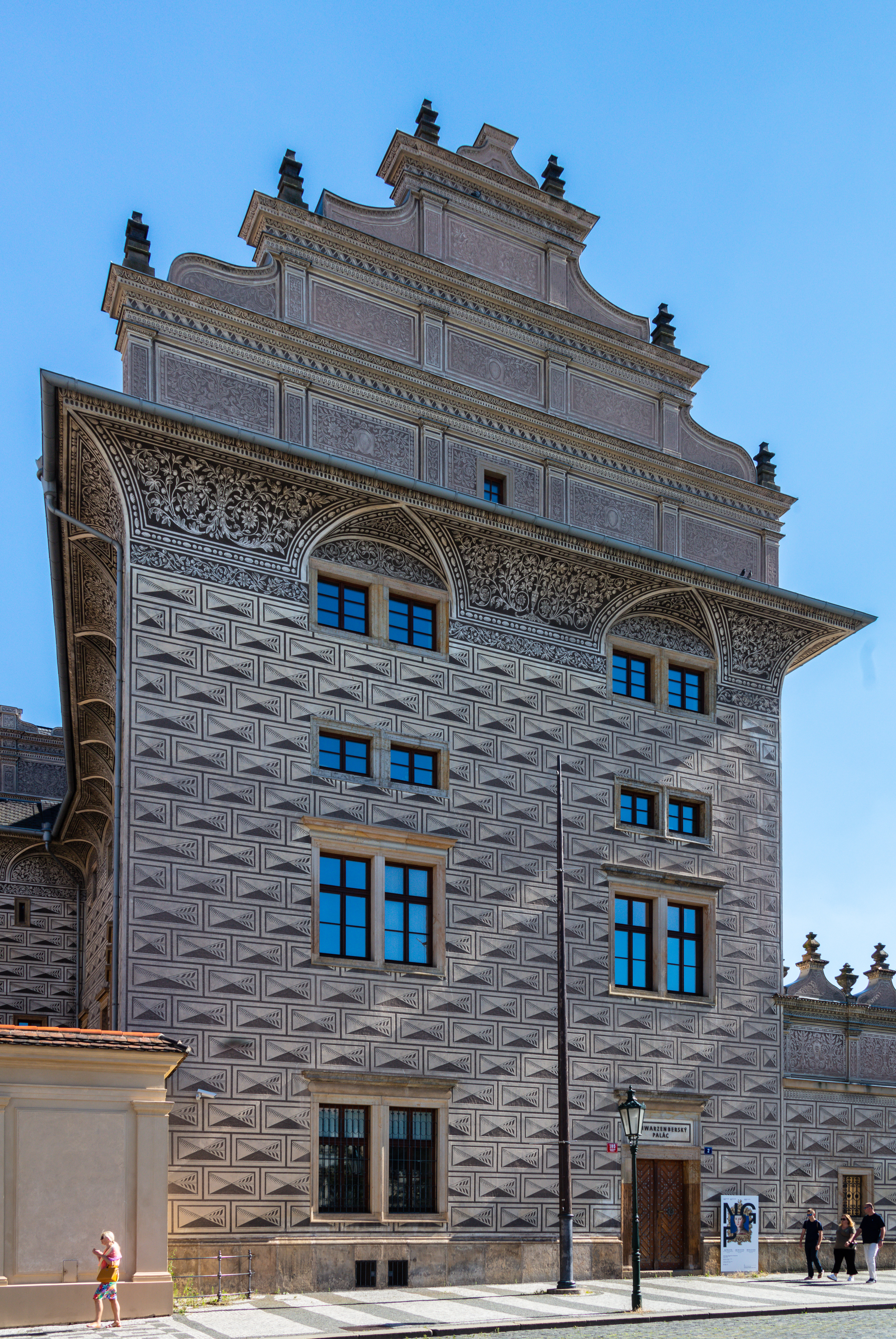
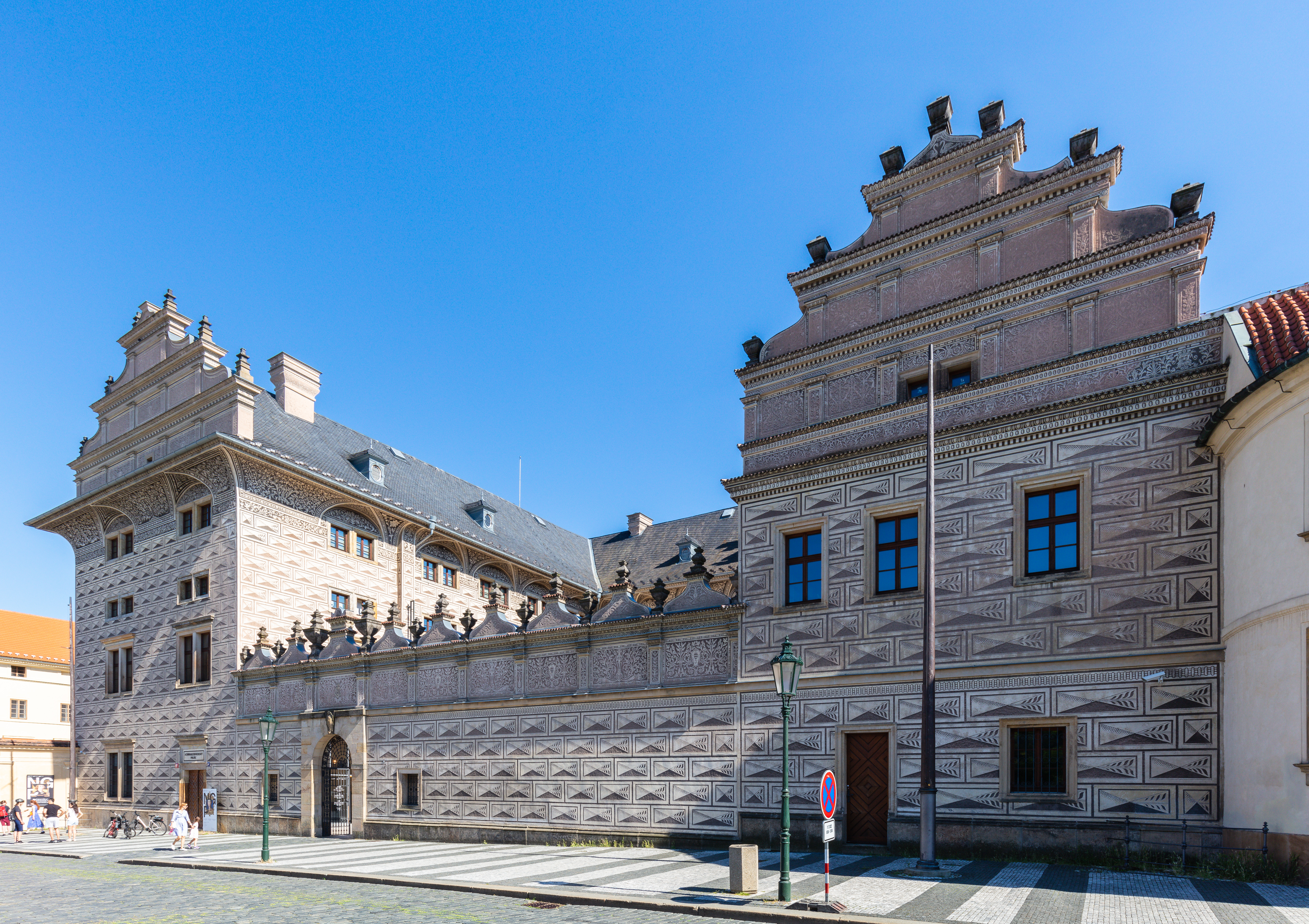
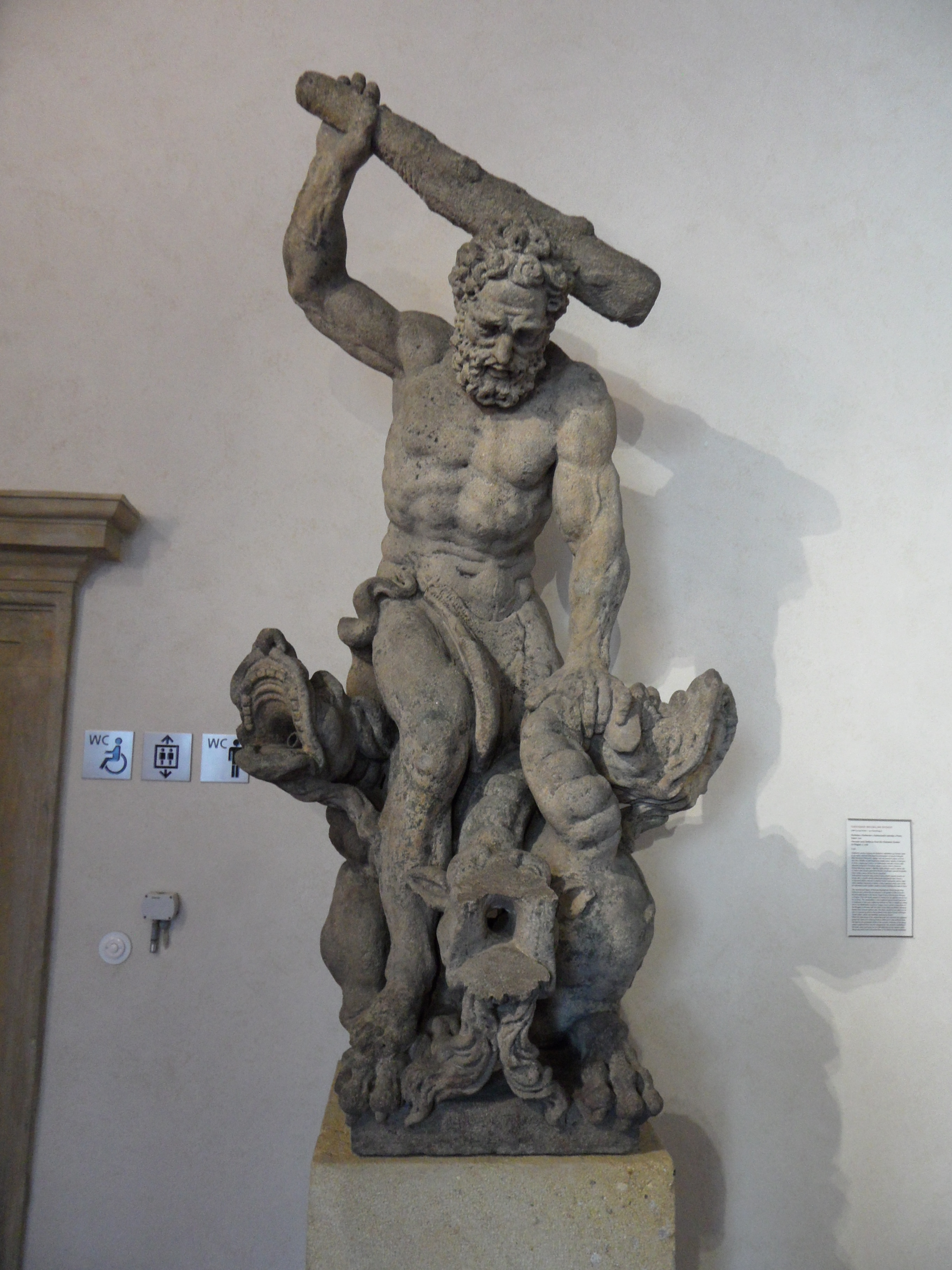